# Mizri Ghar
Mizri Ghar je jeden z nejvyšších vrcholů Sulajmánského pohoří v západním Pákistánu.
Mizri Ghar se nachází na hranici mezi provincií Bálučistán a hraniční oblastí Dera Ismail Khan, která tvoří nejjižnější část Chajbar Paštúnchwá. Hora má nadmořskou výšky 3111 metrů. Ve stejném pohoří, 39 kilometrů severněji, se nachází hora Tacht-i-Sulajmán.